# Voskresenie (film)
Voskresenie (Воскресение) è un film del 1960 diretto da Michail Abramovič Švejcer.